# Разноцветные полозы
Разноцветные полозы (лат. Hemorrhois) — род змей из семейства ужеобразных.

## Описание
Общая длина представителей этого рода колеблется от 100 до 180 см. Голова закруглённая, туловище немного цилиндрическое, хвост намного короче, чем туловище. Чешуя с хорошо выраженными небольшими рёбрышками. Цвет кожи достаточно разноцветный, преобладают сероватые, желтоватые цвета с многочисленными пятнами или крапинками.

## Образ жизни
Населяют каменистые, сухие места, полупустыни. Прячутся в щелях в почве, в расщелинах. Питаются ящерицами, мелкими млекопитающими.

## Размножение
Это яйцекладущие змеи. Самки откладывают до 20 яиц.

## Распространение
Обитают в южной Европе, Кавказе, Северной Африке, Ближнем Востоке.

## Классификация
На апрель 2022 года в род включают 4 вида:
- Hemorrhois algirus (Jan, 1863) — Алжирский полоз Яна
- Hemorrhois hippocrepis (Linnaeus, 1758) — Подковчатый полоз
- Hemorrhois nummifer (Reuss, 1834) — Разноцветный полоз Реюсса
- Hemorrhois ravergieri (Ménétries, 1832) — Разноцветный полоз